# راه‌پیمایی مرگ باتاآن

مسیر راهپیمایی مرگ مارس، از سان فراندو، پامپانگا تا اردوگاه اسیران در کاپاس ‏، حمل اسیران با قطار بوده‌است.

راهپیمایی مرگ باتاآن انتقال اجباری اسرای جنگی توسط ارتش سلطنتی ژاپن بود. این راهپیمایی از تاریخ ۹ آوریل ۱۹۴۲ و پس از ۳ ماه از شکست قوای متفقین در نبرد باتاآن در فیلیپین در طی جنگ جهانی دوم آغاز شد. شمار اسیران جنگی انتقال داده شده ۸۰٬۰۰۰–۶۰ فیلیپینی و آمریکایی ذکر شده‌است. در حدود ۱۰٬۰۰۰–۲۵۰۰ فیلیپینی و ۶۵۰–۱۰۰ زندانی آمریکایی، در طی این انتقال و قبل از رسیدن به کمپ درگذشتند یا کشته شدند.
طول این راهپیمایی ۱۲۸ کیلومتر بود. در طول راه تحمیل شرایط بد فیزیکی و قتل توسط ارتش ژاپن منجر به مرگ و میر بسیار بالایی در بین اسیران جنگی و شهروندان شد. کمیسیون نظامی متفقین این راهپیمایی را به عنوان یکی از موارد جنایات جنگی ژاپن قلمداد کرده‌است.

## آمار
تنها تلاش جدی برای محاسبه تعداد مرگ در طی راهپیمایی بر اساس شواهد، استنلی ال فالک است. او تعداد سربازان آمریکایی و فیلیپینی را که می‌داند در ابتدای آوریل در باتاآن حضور داشته‌اند، برمی‌دارد، تعداد شناخته شده فرار به کورگیدیدور و تعداد شناخته شده در بیمارستان در باتاآن را کم می‌کند. او تخمین محافظه کارانه ای از تعداد کشته شدگان در روزهای آخر جنگ و تعداد افرادی که به جای تسلیم ژاپنی‌ها به جنگل فرار کرده‌اند، ارائه می‌دهد. بر این اساس او ۶۰۰ تا ۶۵۰ مرگ آمریکایی‌ها و ۵۰۰۰ تا ۱۰٬۰۰۰ مرگ فیلیپینی‌ها را پیشنهاد می‌کند.
منابع دیگر تعداد مرگ و میر را از ۵۰۰۰ تا ۱۸۰۰۰ مرگ فیلیپینی و ۵۰۰ تا ۶۵۰ مرگ آمریکایی در طی راهپیمایی گزارش می‌دهند.
| ترتیب                           | فاصله             | ملاحظات                                            |
| ------------------------------- | ----------------- | -------------------------------------------------- |
| ۱. ماریولس～باگاک               | تقریباً ۳۰ کیلومتر | پیاده                                              |
| ۲. باگاک～سان فراندو، پامپانگا  | تقریباً ۵۳ کیلومتر | انتقال با ۲۰۰ دستگاه کامیون （فقط بخشی از اسیران） |
| ۳.سان فراندو، پامپانگا～ کاپاس ‏ | تقریباً ۴۸ کیلومتر | حمل و نقل با قطار                                  |
| ۴. کاپاس ‏～اردوگاه اودونل       | تقریباً ۱۲ کیلومتر | پیاده                                              |